# Love Records

Love Records logotyp.

Love Records var ett alternativt finländskt skivbolag verksamt 1966 -1979. Bolaget gav ut närmare 400 musikalbum och förändrade det finländska populärmusikfältet radikalt. Utgångspunkten var den politiska sångrörelsen, där sångkvartetten Agit-Prop växte fram som den främsta representanten.
Love Records grundades 1966 av Henrik Otto Donner, jazzbatteristen Christian Schwindt (1940–1992) och musikredaktören Artto Anders "Atte" Blom (född 1943). Redan från början intresserade sig bolaget för den nya vänstervågens litterära kabarévisor, vilket sedan utvecklade sig till en omfattande sångrörelse som blev en karakteristisk del av bolagets profil under hela dess existens. Därtill fanns den bluesbaserade rockmusiken och progressiv jazz med i ett tidigt skede. När ekonomin hade stabiliserat sig i början av 1970-talet utökades katalogen med bland annat kubansk musik, visor och spelmansmusik, samtidigt som den framgångsrika pop- och rockmusiksektorn upplevde sin glansperiod. Love Records hann även utmärka sig som dokumenterare av den gryende finländska punkvågen, innan bolaget på grund av stora skulder gick i konkurs 1979.
Love Records utgav inspelningar med utpräglat kommunistiska grupper som Agit-Prop och KOM-teatteri, men även akter som Mikko Alatalo, Blues Section, DDT Jazzband, Tuulikki Eloranta, Kristiina Halkola, Hector, Maarit Hurmerinta, Hurriganes, Kaisa Korhonen, Juice Leskinen, Dave Lindholm, Pelle Miljoona, M.A. Numminen, Pepe & Paradise, Pekka Pohjola, Arja Saijonmaa, Tasavallan Presidentti, Jukka Tolonen och Wigwam. I katalogen märks även några rikssvenska akter som Atlantic Ocean, Handgjort, International Harvester, Wasa Express och Lasse Werner.

## Svenska Love Records
När det började gå utför för Love Records på grund av alltför stor utgivning, startade tre svenskar, Maria Björk, Per Gulbrandsen och Lennart Lundberg, 1977 ett aktiebolag, Svenska Love Records, som var verksamt i Sverige och använde samma logotyp. Syftet med detta bolag var att "rädda det som räddas kan" genom att se till att intäkterna från den svenska försäljningen hamnade där och kom även att utge ett mindre antal inspelningar. Skivförsäljningen gick dock trögt och efter att det finländska bolaget gått i konkurs upphörde 1980 även Svenska Love Records.